# Süper Lig de 2010–11
A Süper Lig de 2010–11 (também conhecida como Spor Toto Süper Lig devido a razões de patrocínio) foi a 53ª temporada do Campeonato Turco de Futebol.
Em 2010, após o fim do contrato com a Turkcell, a Federação Turca de Futebol firmou novo contrato de naming rights com o Ministério dos Esportes da Turquia (em turco, Spor Toto), passando o campeonato a ser denominado Spor Toto Süper Lig. Tal contrato permanece vigente até hoje.

## Participantes
| Clube          | Técnico         | Capitão            | Estádio                         | Capacidade | Material Esportivo | Patrocinador        |
| -------------- | --------------- | ------------------ | ------------------------------- | ---------- | ------------------ | ------------------- |
| Ankaragücü     | Ümit Özat       | Hürriyet Gücer     | Estádio 19 de Maio de Ancara    | 19 209     | Lotto              | MKE                 |
| Antalyaspor    | Mehmet Özdilek  | Necati Ateş        | Antalya Atatürk Stadyumu        | 11 137     | Puma               | SunExpress          |
| Beşiktaş       | Bernd Schuster  | Ibrahim Toraman    | Estádio İnönü de Beşiktaş       | 32 086     | Adidas             | Cola Turka          |
| Bucaspor       | Bülent Uygun    | Musa Aydın         | Buca Arena                      | 8 810      | Lotto              | Metro İzmir         |
| Bursaspor      | Ertuğrul Sağlam | Ömer Erdoğan       | Estádio Atatürk de Bursa        | 25 661     | Puma               | Digiturk            |
| Eskişehirspor  | Rıza Çalımbay   | Sezgin Coşkun      | Novo Estádio de Esquixequir     | 13 250     | Nike               | ETI                 |
| Fenerbahçe     | Aykut Kocaman   | Alex               | Estádio Şükrü Saraçoğlu         | 50 509     | Adidas             | Avea                |
| Galatasaray    | Frank Rijkaard  | Arda Turan         | Complexo Esportivo Ali Sami Yen | 52 280     | Adidas             | Türk Telekom        |
| Gaziantepspor  | Tolunay Kafkas  | Emre Güngör        | Kamil Ocak Stadı                | 16 981     | Adidas             | TürkOil             |
| Gençlerbirliği | Thomas Doll     | Cem Can            | Estádio 19 de Maio de Ancara    | 19 209     | Lotto              | Caprice Gold        |
| İstanbul B.B.  | Abdullah Avcı   | Efe İnanç          | Estádio Olímpico Atatürk        | 76 092     | Nike               | Medical Park        |
| Karabükspor    | Yücel İldiz     | Fatih Ceylan       | Dr. Necmettin Şeyhoğlu Stadyumu | 11 378     | Lescon             | Kardemir            |
| Kasımpaşa      | Yılmaz Vural    | Murat Şahin        | Estádio Recep Tayyip Erdoğan    | 14 234     | Lescon             | Kasımpaşa 90th Year |
| Kayserispor    | Shota Arveladze | Mehmet Eren Boyraz | Estádio Kadir Has               | 32 864     | Adidas             | Aksa                |
| Konyaspor      | Ziya Doğan      | Emre Toraman       | Konya Atatürk Stadyumu          | 22 559     | Lotto              | Torku               |
| Manisaspor     | Hakan Kutlu     | İlker Avcıbay      | Manisa 19 Mayıs Stadyumu        | 16 597     | Lescon             | Vestel              |
| Sivasspor      | Mesut Bakkal    | Mehmet Yıldız      | Sivas 4 Eylül Stadyumu          | 15 060     | Adidas             | Türk Kızılayı       |
| Trabzonspor    | Şenol Güneş     | Ibrahim Yattara    | Estádio Hüseyin Avni Aker       | 24 169     | Nike               | Türk Telekom        |

## Trocas de Técnico
| Equipe         | Técnico no cargo | Modo de Dispensa  | Data de Saída           | Substituído por     | Contratado em           |
| -------------- | ---------------- | ----------------- | ----------------------- | ------------------- | ----------------------- |
| Manisaspor     | Hakan Kutlu      | Pediu demissão    | 12 de setembro de 2010  | Hikmet Karaman      | 13 de setembro de 2010  |
| Eskişehirspor  | Rıza Çalımbay    | Foi demitido      | 27 de setembro de 2010  | Bülent Uygun        | 6 de outubro de 2010    |
| Bucaspor       | Bülent Uygun     | Pediu demissão    | 4 de outubro de 2010    | Samet Aybaba        | 7 de outubro de 2010    |
| Galatasaray    | Frank Rijkaard   | Rescisão amigável | 20 de outubro de 2010   | Gheorghe Hagi       | 22 de outubro de 2010   |
| Gençlerbirliği | Thomas Doll      | Rescisão amigável | 21 de outubro de 2010   | Ralf Zumdick        | 21 de outubro de 2010   |
| Sivasspor      | Mesut Bakkal     | Foi demitido      | 23 de outubro de 2010   | Rıza Çalımbay       | 24 de outubro de 2010   |
| Kasımpaşa      | Yılmaz Vural     | Rescisão amigável | 27 de dezembro de 2010  | Fuat Çapa           | 27 de dezembro de 2010  |
| Konyaspor      | Ziya Doğan       | Pediu demissão    | 14 de fevereiro de 2011 | Yılmaz Vural        | 15 de fevereiro de 2011 |
| Ankaragücü     | Ümit Özat        | Pediu demissão    | 26 de fevereiro de 2011 | Mesut Bakkal        | 28 de fevereiro de 2011 |
| Beşiktaş       | Bernd Schuster   | Pediu demissão    | 15 de março de 2011     | Tayfur Havutçu      | 15 de março de 2011     |
| Bucaspor       | Samet Aybaba     | Pediu demissão    | 8 de abril de 2011      | Sait Karafırtınalar | 10 de abril de 2011     |

## Classificação Geral
Atualizado em 22 de maio de 2011

| Campeão Turco 2010–11    |
| ------------------------ |
| Fenerbahçe (18.º título) |

## Resultados
| Mandante \ Visitante | MKE | ANT | BEŞ | BUC | BUR | ESK | FEN | GAL | GAZ | GEN | İBB | KRB | KSM | KAY | KON | MAN | SİV | TRA |
| -------------------- | --- | --- | --- | --- | --- | --- | --- | --- | --- | --- | --- | --- | --- | --- | --- | --- | --- | --- |
| Ankaragücü           | —   | 2–3 | 1–0 | 5–3 | 1–5 | 2–2 | 2–1 | 3–2 | 0–2 | 2–4 | 2–2 | 0–0 | 3–0 | 1–1 | 4–1 | 1–3 | 1–1 | 0–2 |
| Antalyaspor          | 2–2 | —   | 0–2 | 3–3 | 2–2 | 2–2 | 0–1 | 3–0 | 0–1 | 0–0 | 1–0 | 1–2 | 3–1 | 2–1 | 1–0 | 1–4 | 1–1 | 0–0 |
| Beşiktaş             | 4–0 | 2–1 | —   | 5–1 | 1–0 | 3–1 | 2–4 | 2–0 | 1–1 | 2–2 | 0–2 | 1–1 | 1–1 | 4–2 | 2–2 | 2–3 | 2–1 | 1–2 |
| Bucaspor             | 0–0 | 1–0 | 0–1 | —   | 0–2 | 0–0 | 3–5 | 0–1 | 2–1 | 3–1 | 0–2 | 2–1 | 4–0 | 3–3 | 3–2 | 1–1 | 0–4 | 1–2 |
| Bursaspor            | 0–0 | 2–3 | 0–3 | 1–0 | —   | 2–1 | 1–1 | 2–0 | 1–4 | 1–0 | 1–1 | 2–2 | 2–1 | 2–0 | 1–0 | 2–1 | 2–1 | 0–2 |
| Eskişehirspor        | 0–0 | 0–0 | 2–0 | 1–0 | 1–1 | —   | 1–3 | 1–3 | 0–1 | 0–0 | 1–0 | 1–0 | 4–0 | 1–2 | 1–0 | 2–1 | 2–1 | 0–0 |
| Fenerbahçe           | 6–0 | 4–0 | 1–1 | 5–2 | 0–0 | 4–2 | —   | 0–0 | 1–0 | 3–0 | 2–0 | 2–1 | 2–0 | 2–0 | 2–0 | 4–2 | 1–0 | 2–0 |
| Galatasaray          | 2–4 | 2–1 | 1–2 | 1–0 | 0–2 | 4–2 | 1–2 | —   | 1–0 | 0–2 | 3–1 | 0–0 | 3–1 | 1–1 | 2–0 | 0–2 | 1–0 | 0–1 |
| Gaziantepspor        | 3–2 | 2–1 | 0–0 | 2–0 | 0–3 | 2–1 | 2–1 | 1–0 | —   | 1–1 | 4–1 | 0–0 | 0–0 | 2–0 | 2–2 | 1–0 | 3–1 | 1–3 |
| Gençlerbirliği       | 1–0 | 2–3 | 0–2 | 1–0 | 1–5 | 0–1 | 2–4 | 2–3 | 0–0 | —   | 2–1 | 2–3 | 1–1 | 4–1 | 2–1 | 2–0 | 1–1 | 1–2 |
| İstanbul B.B.        | 1–4 | 1–1 | 2–1 | 2–1 | 0–0 | 0–2 | 0–1 | 3–1 | 1–0 | 0–1 | —   | 2–1 | 3–1 | 0–2 | 1–0 | 0–0 | 1–2 | 1–3 |
| Karabükspor          | 5–1 | 2–0 | 1–4 | 3–0 | 1–1 | 1–2 | 0–1 | 2–1 | 3–2 | 3–0 | 0–2 | —   | 1–3 | 0–0 | 2–1 | 2–1 | 2–1 | 0–4 |
| Kasımpaşa            | 2–1 | 2–3 | 0–1 | 0–0 | 0–3 | 0–2 | 2–6 | 0–3 | 0–1 | 1–1 | 1–3 | 1–2 | —   | 1–2 | 2–2 | 1–0 | 2–0 | 0–7 |
| Kayserispor          | 2–1 | 2–0 | 1–0 | 2–0 | 1–0 | 2–2 | 2–0 | 0–0 | 1–2 | 1–1 | 3–2 | 1–0 | 1–3 | —   | 1–3 | 1–2 | 4–1 | 0–0 |
| Konyaspor            | 0–2 | 0–0 | 1–1 | 1–1 | 0–0 | 2–1 | 1–4 | 0–1 | 0–2 | 2–1 | 0–0 | 2–2 | 2–2 | 0–1 | —   | 0–0 | 1–1 | 1–2 |
| Manisaspor           | 0–3 | 1–2 | 0–0 | 4–2 | 0–2 | 3–1 | 1–3 | 2–3 | 2–0 | 0–3 | 1–0 | 4–2 | 2–1 | 0–2 | 0–1 | —   | 3–0 | 1–2 |
| Sivasspor            | 1–1 | 1–1 | 1–0 | 1–1 | 0–2 | 1–1 | 3–4 | 2–1 | 1–1 | 1–1 | 0–4 | 5–1 | 1–1 | 1–0 | 1–0 | 4–2 | —   | 2–3 |
| Trabzonspor          | 1–1 | 0–0 | 1–0 | 2–0 | 1–0 | 0–0 | 3–2 | 2–0 | 3–0 | 3–1 | 3–1 | 3–0 | 1–0 | 3–3 | 1–0 | 1–3 | 6–1 | —   |

## Artilheiros
Atualizado em 22 de maio de 2011
| Pos. | Jogador          | Clube         | Gols |
| ---- | ---------------- | ------------- | ---- |
| 1    | Alex             | Fenerbahçe    | 28   |
| 2    | Burak Yilmaz     | Trabzonspor   | 19   |
| 3    | Mamadou Niang    | Fenerbahçe    | 15   |
| 4    | Emmanuel Emenike | Karabükspor   | 14   |
| 5    | Nucati Ateş      | Antalyaspor   | 13   |
| 5    | Umut Bulut       | Trabzonspor   | 13   |
| 7    | Jajá Coelho      | Trabzonspor   | 12   |
| 7    | Josh Simpson     | Manisaspor    | 12   |
| 7    | Olcan Adin       | Gaziantepspor | 12   |
| 10   | Semih Sentürk    | Fenerbahçe    | 10   |
| 10   | Cenk Tosun       | Gaziantepspor | 10   |
| 10   | Kahê             | Manisaspor    | 10   |
| 10   | Stanislav Šesták | Ankaragücü    | 10   |
| 10   | Tita             | Antalyaspor   | 10   |